# Dasyerrus pilosus
Dasyerrus pilosus är en skalbaggsart som beskrevs av Francis Polkinghorne Pascoe 1865. Dasyerrus pilosus ingår i släktet Dasyerrus och familjen långhorningar. Inga underarter finns listade i Catalogue of Life.